# Колібрі-німфа пурпуровогорлий
Колі́брі-ні́мфа пурпуровогорлий (Heliangelus viola) — вид серпокрильцеподібних птахів родини колібрієвих (Trochilidae). Мешкає в Еквадорі і Перу.

## Опис

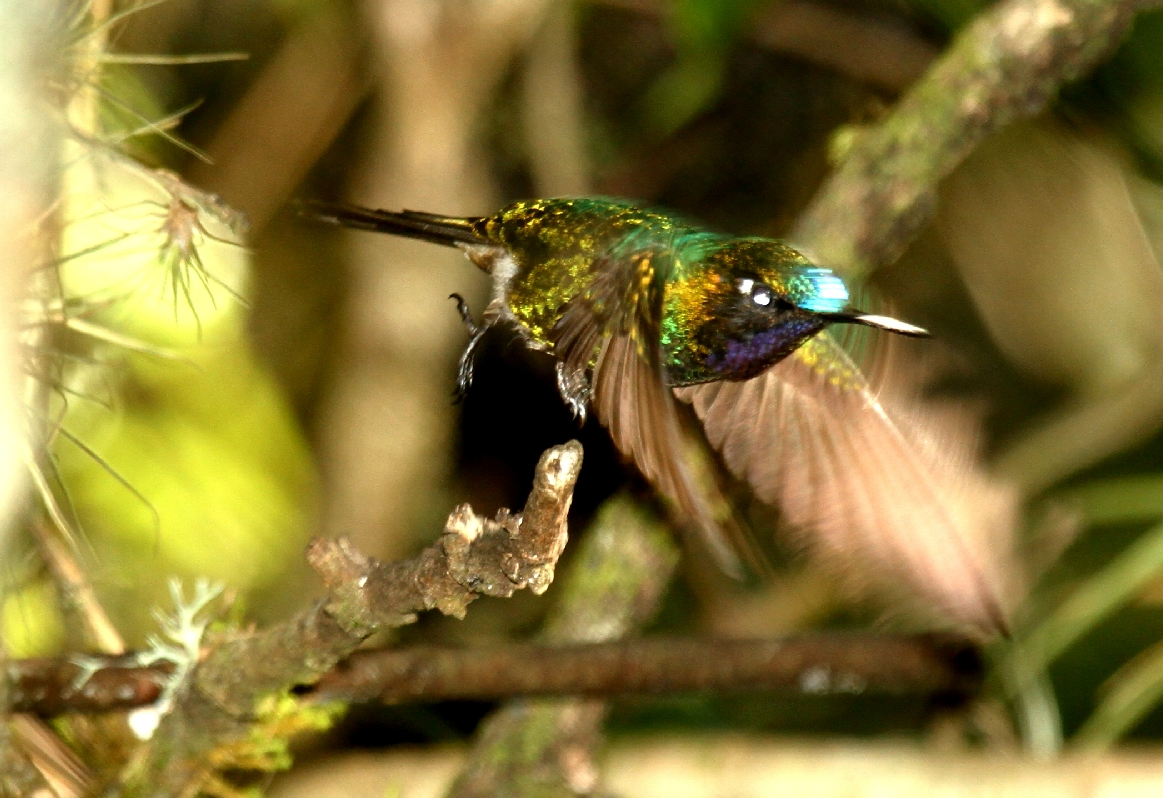
Пурпуровогорлий колібрі-ангел

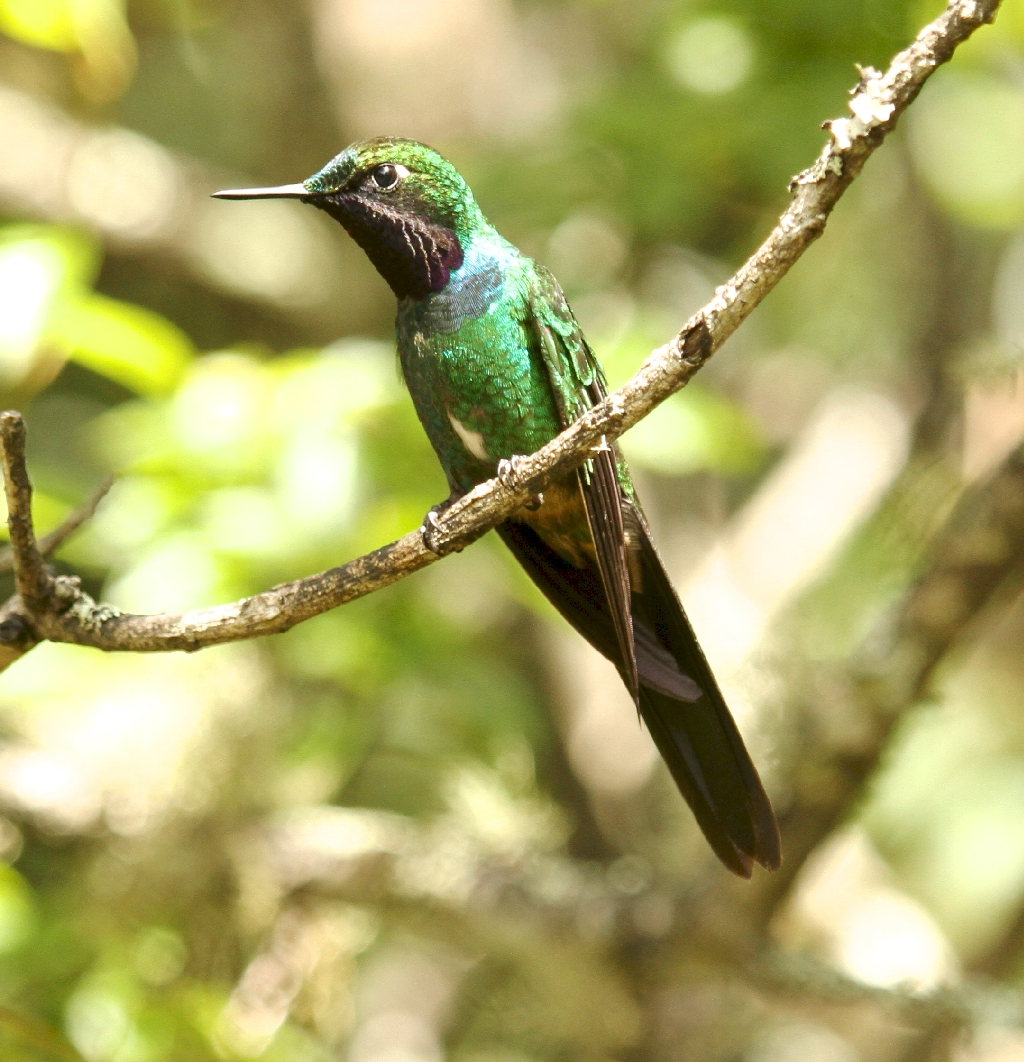
Пурпуровогорлий колібрі-ангел

Довжина самців становить 12,5-13 см, самиць 11-12 г, вага 5,1-6,5 г. У самців верхня частина тіла зелена, блискуча. Над очима блискуча синьо-зелена пляма, на горлі темно-фіолетова райдужна пляма, на грудях під нею є синьо-зелена смуга живіт зелений, гузка охриста. Хвіст відносно довгий, роздвоєний, центральні стернові пера зелені, блискучі, решта стернових пер чорнуваті. Дзьоб прямий, чорний, довжиною 14 мм. 
У самиць пляма на обличчі відсутня, горло у них охристе або білувате, поцятковане бронзово-зеленими плямками. Забарвлення молодих птахів є подібне до забарвлення самиць.

## Поширення і екологія
Пурпуровогорлі колібрі-німфи мешкають в Андах на території Еквадору (на південь від Котопахі) і в Перу (в регіонах П'юра, Кахамарка і Амазонас, зокрема в долинах річок Мараньйон і Уткубамба). Вони живуть на узліссях вологих гірських тропічних лісів та у високогірних сухих чагарникових заростях, у більш вологих ландшафтах, ніж інші колібрі-німфи. Зустрічаються на висоті від 1800 до 3200 м над рівнем моря. Ведуть переважно осілий спосіб життя.
Пурпуровогорлі колібрі-німфи живляться нектаром квітів, зокрема нектаром інтродукованих Eucalyptus globulus, а також комахами, яких ловлять в польоті. Під час живлення нектаром птахи чіпляються лапами за суцвіття. Захищають кормові території. Сезон розмноження триває з жовтня по січень. В кладці 2 білих яйця.